# Ti telefono tutte le sere/Sciocca
Ti telefono tutte le sere/Sciocca è il singolo di debutto di Caterina Caselli, pubblicato nel 1964.

## Tracce
1. Ti telefono tutte le sere (testo: Lucio Lami – musica: Arrigo Amadesi)
2. Sciocca (testo: Bruno Pallesi – musica: Ben Raleigh e Mark Barkan)

## Descrizione
Il primo disco inciso dalla Caselli non ha avuto molto successo.
Il brano Ti telefono tutte le sere è stato composto da Etrusco, pseudonimo di Lucio Lami, per il testo e da Arrigo Amadesi per la musica.
Sciocca è il brano presente sul retro del disco 45 giri. È una cover di un brano della cantante statunitense Lesley Gore dal titolo She's a Fool.
Entrambe le canzoni vennero incise dalla Caselli anche in spagnolo e pubblicate in un EP.